# Jefferson Davis County (Mississippi)
31°33′36″N 89°49′12″V / 31.56000°N 89.82000°V
 For alternative betydninger, se Jefferson Davis County. (Se også artikler, som begynder med Jefferson Davis County)
Jefferson Davis County er et county i den amerikanske delstat Mississippi. Jefferson Davis County blev grundlagt i 1906 og har et areal på 1.059 km² hvoraf 2 km² er vand. Ved folketællingen i 2000 boede der 13.962 indbyggere.
Administrativt centrum er byen Prentiss.